# Däumlingsspecht

Verbreitungsgebiet des Däumlingsspechtes

Der Däumlingsspecht (Picumnus minutissimus) ist eine Vogelart aus der Gattung der Zwergspechte (Picumnus) aus der Familie der Spechte (Picidae).
Der Vogel kommt im küstennahen Tiefland Surinames und wohl angrenzend in Französisch-Guayana und Guyana vor.
Der Lebensraum umfasst verschiedene Habitate einschließlich Sekundärwald, Plantagen, Mangroven, Flussränder, bewachsene Seeufer bis Bergwald.
Der Artzusatz kommt von lateinisch minutissimus ‚sehr klein‘.

## Merkmale
Die Art ist 9–10 cm groß, wiegt zwischen 11 und 16 g. Die Kopfkappe des Männchens ist schwarz mit weißen Punkten, der Scheitel ist überwiegend rot mit breiten roten Federspitzen. Die Zügel sind cremeweiß, eine kurze weiße Linie hinter dem Auge, die Wangen sind dunkelbraun, die Ohrdecken haben weiße Federfransen. Der Nacken ist seitlich weiß und schwarz gefleckt oder gebändert. Die Oberseite ist olivbraun mit schwärzlicher keilförmiger Zeichnung mittig, sehr dünner schwarze Binde an der Spitze und blassem Subterminalfleck. Der matter gefärbte Bürzel ist dunkel gebändert, die Oberschwanzdecken können hell-dunkel gebändert sein. Die Flügeldecken sind olivbraun mit helleren Rändern, die Flugfedern sind braun, Armschwingen und Schirmfedern haben weißliche Ränder an den Außenseiten. Die Schwanzoberseite ist bräunlich-schwarz, das zentrale Federpaar hat auf der Innenseite einen breiten weißen Streifen, die beiden äußeren Steuerfedern tragen auf der Außenseite einen weißen Streifen.
Kinnstreif, Kinn und Kehle sind weiß und eng schwarz gebändert, die übrige Unterseite ist weiß, an Flanken und Bauch bräunlich überhaucht und durchgehend mit bräunlich-schwarzen Federfransen mit einem geschuppten Muster. Die Flügelunterseite sind grau-braun, die Unterflügeldecken gesprenkelt braun und weiß. Der Schnabel ist kurz, kräftig, der Schnabelfirst gebogen, dunkelgrau mit hellerer Basis des Unterschnabels. Die Iris ist gelb bis dunkelrot oder rotbraun, die Orbitalhaut grau, die Beine sind graugrün.
Beim Weibchen fehlt das Rot am Kopf, der Schnabel ist etwas kürzer, dafür sind Flügel und Schwanz etwas länger. Jungvögel haben eine dunkelbraune Kopfkappe ohne Flecken, sind ansonsten brauner und schwärzlich gebändert auf der Oberseite, die Unterseite ist blass ohne deutliche Zeichnung.
Der Vogel unterscheidet sich vom Weißbauch-Zwergspecht (Picumnus spilogaster) und vom Zebrazwergspecht (Picumnus cirratus) durch die Zeichnung der Oberseite, den bräunlichen Bauch und die geschuppte Unterseite.

## Geografische Variation
Die Art ist monotypisch.

## Stimme
Der Ruf des Männchens wird als Folge von etwa 14 dünnen Lauten beschrieben „it-it-it-it...“, oder „kee kee kee“, sowie als lautes Zwitschern bei aggressivem Verhalten.

## Lebensweise
Die Nahrung besteht hauptsächlich aus Ameisen und kleinen Käfern, die in Gebüsch und Bäumen meisenartig gesucht werden von kleinen Ästen und Zweigen herabhängend und auf Zweige klopfend.
Die Art ist ein Standvogel.
Die Brutzeit liegt zwischen März und Dezember, die Nisthöhle wird meist vom Männchen erstellt weit oben in einem Baumstamm. Das Nest wird während der Brutzeit heftig auch gegen größere Vögel verteidigt. Das Gelege besteht aus 2–3 Eiern, die von beiden Elternvögeln über 12–14 Tage bebrütet werden. Beide füttern auch und bleiben für mindestens zwei Monate bei den Jungvögeln.

## Gefährdungssituation
Der Bestand gilt als „nicht gefährdet“ (least Concern).